# Slaget ved Fort William Henry
Slaget ved Fort William Henry i august 1757 mellem fortets britiske garnison og en franskledet angrebsstyrke var en del af den nordamerikanske krigsskueplads i Syvårskrigen (1756–1763). Resultatet var et britisk tab af befæstningen. De franske styrker var under ledelse af Louis-Joseph de Montcalm, men en del af den hær, han havde med sig, bestod også af indfødte fra allierede stammer, primært Wyandot. Den britiske garnison overgav sig efter flere dages belejring og blev lovet fri afmarch af Montcalm. En britiske kolonne blev imidlertid overfaldet og dræbt af indfødte soldater; det gjorde slaget til et af de mest berygtede slag i den franske og indianske krig. Denne begivenhed blev beskrevet af James Fenimore Cooper i bogen Den sidste mohikaner fra 1826 og er derigennem blevet en ”amerikansk myte’’.

## Baggrund
Franskmændene havde siden krigsudbruddet i 1754 haft stor fremgang og havde slået flere britiske offensiver tilbage. Opmuntret af den hidtidige succes besluttede den franske general Moncalm at iværksætte en større offensiv mod syd fra Ticonderoga ind i New York-kolonien. En britisk invasion af Canada kunne ellers med stor sandsynlighed blive iværksat herfra. Fort William Henry var det nordligste fort i New York. Den 3. august indledte Moncalm belejringen af fortet.

## Slaget
Fortets garnison var under ledelse af George Munro, og den bestod af både regulære soldater og militsmænd, rekrutteret i kolonierne. Det franske artilleri var det britiske langt overlegent, det havde bl.a. medbragt de kanoner, Braddock havde tabt to år tidligere. Briterne modstod i lang tid den franske belejring og tunge bombardement af fæstningsværkerne, men måtte overgive sig efter en længere forhandling med Moncalm. Munro modsatte sig længe en overgivelse, men accepterede først, da Moncalm havde sendt et brev, som var blevet opsnappet hos en britisk stafet, ind til briterne fra general James Webb, den øverstkommanderende i New York. Beskeden var, at det ikke var muligt at sende forstærkninger til det belejrede fort. Da alle de britiske kanoner på det tidspunkt sprængt i stykker, og det derfor var håbløst at fortsætte modstanden, overgav Munro sig på Moncalms betingelser; briterne skulle straks forlade fortet med deres våben og uden at blive angrebet under tilbagetrækningen. Moncalm havde i sin hær haft en stor gruppe algonkin-hjælpetropper, som i skuffelse over ikke at kunne plyndre de besejrede fjender angreb de afmarcherende briter.
General Webb sendte i modstrid med sit eget brev forstærkninger til fortet, som ankom en dag for sent, og Webb blev pga. dette kaldt tilbage til England og frataget sin kommando. Tabet af Fort William Henry fik stor betydning for den britiske strategi, da det udelukkede alle muligheder for et fremstød mod Montreal det følgende år.

## Massakre
Den efterfølgende massakre er en af de mest omdiskuterede begivenheder i den franske og indianske krig. Traditionelle fremstillinger af massakren beskriver de oprindelige amerikanere som barbarer, der under stort vildskab angreb briterne. De stjal deres whisky og derefter helt ukontrollabelt myrdede briterne, som desperat forsvarede deres ejendele. Moncalm derimod skulle forgæves have forsøgt at stoppe denne udplyndring. først da en større deling franske soldater kom til, kunne der skabes orden.
Denne stereotype fremstilling af de vilde indianere og de civiliserede europæere har flere historikere dog i de senere år vendt sig imod. Ifølge historikeren Geoffrey Rans er dette en del af noget større, nemlig forrædderiet mod de Amerikas indfødte under den europæiske invasion af deres kontinent. Rans bruger Coopers beretning som kilde og benytter afmytologisering og dekonstruktion til at afdække hele begivenhedens kontekst. Ved at afmontere den myte, der senere er opstået omkring massakren, vil Rans fjerne skylden fra de indfødte og i stedet lægge den på nedbrydningen af deres traditionelle livsform. For Rans er massakren et udtryk for de indfødtes afmagt; de myrdede og plyndrede, fordi deres kultur var blevet undergravet af europæerne og havde derfor mistet alle deres værdier bortset fra de materielle. De plyndrede for at skaffe de goder, europæerne havde forevist dem. For Rans er de oprindelige amerikanere ofrene i et europæisk spil.
En anden historiker Ian K. Steele anlægger et mere nøgternt syn på de indfødte; de var mennesker med de samme behov som alle andre mennesker. Vi kender kun til europæiske kilder til massakren, og derfor vil alt, der skrives om den, være subjektivt, og Steele bruger derfor også det litterære værk skrevet af Cooper som kilde. Den specielle ’’indianske’’ grusomhed afviser Steele; europæerne behandlede heller ikke altid deres egne fanger særligt humant. Deres formål med at medvirke ved franskmændenes angreb på fortet var plyndringen ifølge Steele, og de havde ingen interesser i selve krigen og holdt sig derfor helst udenfor. Steele mener derfor i lighed med Rans, at massakren var et led i det Store forædderi, hvor de indfødte blev brugt af europæerne som redskaber til at fremme egne mål. At reaktionen fra indfødt side blev så blodig, forklarer Steele med de store forskelle mellem ritualer og konventioner for krigsførelse. Han kalder europæisk krigsførelse på dette tidspunkt for en kunstform, mens fx overgivelse i europæisk forstand var fuldstændigt ukendt blandt oprindelige amerikanere. For dem var slaget ikke slut endnu, da briterne marcherede bort med fuld udrustning. Steele beskriver udelukkende ”massakren” i gåseøjne.
Den amerikanske historiker Francis Jennings har et endnu mere nøgternt syn end Steele på massakren, idet han mener, at den fri afmarch kun tilsyneladende var fri. De indfødte kan kun have været med ved angrebet pga et fransk løfte om plyndring, som Moncalm bevidst tilsidesatte ved betingelserne for kapitulation. Ifølge øjenvidne beretninger blev de sårede briter efterladt uden beskyttelse, og briterne fik aldrig udleveret ammunition til deres våben. På den baggrund konkluderer Jennings. at afmarchen kun tilsyneladende var fri, men i stedet arrangeret, så de indfødte alligevel kunne få deres belønning. Han mener derfor, at massakren var et bevidst fransk træk som led i en politik, som skulle skræmme folk fra at lade sig hverve til den britiske hær; nu kunne de jo se, hvad der skete, hvis de faldt i hænderne på franskmændene. Grusomme plyndringer af de britiske koloniers bagland var en del af samme politik. De indfødte var både mentalt og kulturelt forberedte på denne type massakre, da de gennem flere år havde hjulpet franskmændene i deres plyndringstogter, så deres reaktion var kendt på forhånd, og Moncalm kunne bruge den til sit eget politiske spil.

## Rekonstruktion af Fort William Henry
Briterne genopførte aldrig fortet, og det lå som en ruin i mange år. I 1950’erne førte udgravninger på stedet til en rekonstruktion af det. Fort William Henry er nu et turistmål i byen Town of Lake George.

## Fodnoter
1. ↑  Geoffrey Rans (1990)
2. ↑  se fx Nielsen (1991) pp. 70-71
3. ↑  Rans (1990)
4. ↑  Steele (1990)
5. ↑  Jennings (1988) pp. 312-322

## Eksterne link
- An Account of the Two Attacks on Fort William Henry
- History of the 35th Foot in the French and Indian War
- The French Army 1600-1900